# Опрішень
Опрішень, Опрішені (рум. Oprișeni) — село у повіті Ясси в Румунії. Входить до складу комуни Цецора.
Село розташоване на відстані 327 км на північний схід від Бухареста, 17 км на схід від Ясс.

## Населення
За даними перепису населення 2002 року у селі проживали 705 осіб, усі — румуни. Усі жителі села рідною мовою назвали румунську.